# Jitendra Narayan Bhup Bahadur
Jitendra Narayan (Koch Bihar, 20 dicembre 1886 – Londra, 20 dicembre 1922) fu maharaja di Koch Bihar dal 1913 al 1922.

## Biografia
Jitendra Narayan nacque il 20 dicembre 1886 ed era il figlio secondogenito del maharaja Nripendra Narayan e di sua moglie Suniti Devi. Informalmente era noto col nome di Maharajkumar Victor. Durante la sua giovinezza studiò con tutori privati di nazionalità britannica e nel 1900 lasciò per la prima volta l'India per recarsi in Inghilterra dove venne ammesso al College di Eton, passando poi all'Università di Edimburgo.
Dopo l'improvvisa morte di suo fratello, defunto appena sei giorni dopo il matrimonio di Jitendra con la moglie Indira, egli venne chiamato a succedergli al trono. Durante il suo breve regno, nel 1916 riuscì ad istituire la Nripendra Narayan Memorial High School in onore di suo padre, una delle prime istituzioni scolastiche moderne del suo dominio.
Fu un grande appassionato di cricket che contribuì a diffondere largamente nel suo regno.
Morì il 20 dicembre 1922, nel giorno del suo 36º compleanno.

## Matrimonio e figli
Sposò nel 1913 Indira Raje, figlia del maharaja Sayajirao Gaekwad III di Baroda e di sua moglie, la maharani Chimnabai. Da questa unione nacquero due figli, Jagaddipendra Narayan e Indrajitendra Narayan, e tre figlie, Ila Devi, Gayatri Devi e Menaka Devi.
Tra i loro discendenti in linea diretta, vi sono le attrici e modelle indiane Riya Sen e Raima Sen.